# Kulturka
Kulturka – polski zespół muzyczny powstały w 1998 w Krakowie. Założycielami grupy, był kompozytor i dziennikarz Krzysztof Filus oraz wokalistka Joanna Mendyka.
Skład został uzupełniony następującymi muzykami: Artur Malik, perkusja (również Lombard i Oddział Zamknięty), Paweł Mąciwoda, gitara basowa (obecnie gra w Scorpions), Piotr Płonka, gitara solowa (równocześnie w Sztywnym Palu Azji), Marek Krupa, saksofon (zespoły Dekiel i Siedem) oraz Maciej Rapacz na instrumentach klawiszowych.
W 2003 zespół wystąpił na festiwalu Top Trendy w Sopocie. W 2004 nagrał swoją debiutancką płytę Nie chcę spać, która była promowana singlami: Kraj marynarek, Miłość nad morzem, Piosenka dla Jurka oraz Telefon z kulturką.

## Dyskografia
- Nie chcę spać (2004)